# Murama (Kinyinya)
Murama ist eine von vier Zellen (Verwaltungseinheiten 4. Ebene) im Sektor Kinyinya des Distrikts Gasabo in der ruandischen Hauptstadt Kigali. Sie liegt auf einer Höhe von etwa 1450 m. Nachbarzellen sind im Norden Gashura, im Nordosten Ngara, im Osten Nyabikenke, im Südosten Kibagabaga, im Süden Gacuriro und im Westen Kagugu.